# Antonín Chráska
Antonín Chráska, též Anton Chráska (3. října 1868, Horní Radechová – 15. března 1953, Nové Město nad Metují) byl český protestantský kazatel, teolog a překladatel bible do slovinštiny.
V mládí se naučil německy, čehož využil, když se v roce 1889 po doporučení kazatelů Ptáčka a Cejnara přihlásil na čtyřletý kurs v biblickém ústavu v Neukirchenu. Tam se seznámil se Slovinci, kteří v Porýní pracovali, a naučil se jejich jazyk. Dále se naučil hebrejsky, řecky a anglicky. Díky tomu mohl v letech 1893 až 1895 studovat v Glasgow.
Po studiích působil ve Štýrském Hradci, v letech 1899 až 1904 byl kazatelem v Českých Budějovicích. V roce 1904 odjel do Lublaně.
Za finanční podpory Skotské biblické společnosti v roce 1908 vyšel jeho překlad Nového zákona do slovinštiny a v roce 1914 pod názvem Sveto pismo Starega in Novega Zakona pak celá bible.
V letech 1922 až 1946 sloužil v Letovicích, Kyjově, Bratislavě a České Skalici. Poslední roky svého života trávil na odpočinku v Novém Městě nad Metují, kde také zemřel.